# Antonio Ivaldi
Antonio Ivaldi (Sestri Ponente, 1º marzo 1923 – Genova, 10 febbraio 1998) è stato un calciatore italiano, di ruolo centrocampista.

## Carriera
Ha disputato 188 partite segnando 4 reti in sei campionati di Serie B con le maglie di Savona, Reggiana, Venezia e Livorno.